# 粕谷康太郎
粕谷 康太郎（かすや こうたろう、1976年10月26日 - ）は、元福井放送 (FBC) のアナウンサー。

## 来歴
岐阜県岐阜市出身。2001年4月にFBCに入社。
2008年3月をもってFBCを退社。在職中最後の担当番組『げんき一番』も同年3月21日放送分をもって卒業し、故郷の岐阜市へ戻る。帰郷後は岐阜市役所に入庁。

## 担当番組

### FBCテレビ
- 夕方いちばんプラス1 - 「AKKOのおまかせ料理」担当[6]
- 夕方いちばんプラス1フライデー - 司会（2003年10月 - 2006年3月）[7]、「お助け隊、コータロー参上！」リポーター（2005年4月 - 2006年3月）[8]
- 日曜スペシャル リサーチ35調査隊が行く！[9]
- Newsリアルタイムふくい - 17時台キャスター[10]
- おはようふくい730[1]
- 福井夢応援プロジェクト ドリーマーズ[1]

### FBCラジオ
- げんき一番 - 金曜パーソナリティ[11]